# بگای مقدس
بگای مقدس یک قدیس مشهور در سده‌های میانی آغازین؛ یک شاهدخت ایرلندی بود. به وی وعدهٔ ازدواج با یک شاهزادهٔ وایکینگ داده شده‌بود، که بر طبق کتاب خطی زندگی بگای مقدس «پسر پادشاه نروژ» بود، بگا «از میان دریای ایرلند گریخت تا به خشکی سنت بیز در سواحل کامبریا رسید. او برای مدتی در آنجا ساکن شد، یک زندگی با تقوایی نمونه، سپس، از ترس یورش دزدان دریایی که در امتداد ساحل شروع می‌کردند، او به‌سمت نورثامبریا حرکت نمود». به احتمال زیاد تاریخ این رویداد پس از ۸۵۰ میلادی بود، وقتی که وایکینگ‌ها در ایرلند ساکن شده‌بودند.